# Prepona delormei
Prepona delormei är en fjärilsart som beskrevs av Le Moult 1932. Prepona delormei ingår i släktet Prepona och familjen praktfjärilar. Inga underarter finns listade i Catalogue of Life.